# Grand Prix Číny 2008
Grand Prix Číny 2008 (V Sinopec Chinese Grand Prix), byl sedmnáctý závod 59. ročníku mistrovství světa jezdců Formule 1 a 50. ročníku poháru konstruktérů. Šlo o historicky již 802. grand prix.

## Výsledky
- 9. vítězství  « Lewis Hamilton
- 162. vítězství pro  « McLaren
- 200. vítězství pro  « Velkou Británii (« Nový rekord)
- 8. vítězství pro vůz se startovním číslem « 22
- 315. vítězství z  « Pole positions

| Legenda k tabulce | Legenda k tabulce                                                                       |
| Barva             | Výsledek                                                                                |
| ----------------- | --------------------------------------------------------------------------------------- |
| Zlatá             | Vítěz                                                                                   |
| Stříbrná          | 2. místo                                                                                |
| Bronzová          | 3. místo                                                                                |
| Zelená            | Bodované umístění                                                                       |
| Modrá             | Nebodované umístění                                                                     |
| Modrá             | Dokončil neklasifikován (NC)                                                            |
| Fialová           | Odstoupil (Ret)                                                                         |
| Červená           | Nekvalifikoval se (DNQ)                                                                 |
| Červená           | Nepředkvalifikoval se (DNPQ)                                                            |
| Černá             | Diskvalifikován (DSQ)                                                                   |
| Bílá              | Nestartoval (DNS)                                                                       |
| Bílá              | Závod zrušen (C)                                                                        |
| Světle modrá      | Pouze trénoval (PO)                                                                     |
| Světle modrá      | Páteční testovací jezdec (TD)                                                           |
| Bez barvy         | Netrénoval (DNP)                                                                        |
| Bez barvy         | Vyřazen (EX)                                                                            |
| Bez barvy         | Nepřijel (DNA)                                                                          |
| Bez barvy         | Odvolal účast (WD)                                                                      |
| Bez barvy         | Nezúčastnil se (prázdné)                                                                |
| Označení          | Význam                                                                                  |
| Tučnost           | Pole position                                                                           |
| Kurzíva           | Nejrychlejší kolo                                                                       |
| †                 | Jezdec nedojel do cíle, ale byl klasifikován, protože odjel více než 90 % délky závodu. |
| ‡                 | Byl udělován poloviční počet bodů, protože bylo odjeto méně než 75 % délky závodu.      |
| Horní index       | Umístění bodujících jezdců ve sprintu                                                   |

| Pozice | č.  | Jezdec               | Vůz               | Kolo | Čas         | +/- | Pole | Body | Nej. kolo      | 1. Pitstop   | 2. Pitstop   |
| ------ | --- | -------------------- | ----------------- | ---- | ----------- | --- | ---- | ---- | -------------- | ------------ | ------------ |
| 1      | 22. | Lewis Hamilton       | McLaren MP4-23    | 56   | 1:31:57.403 | 0   | 1    | 10   | 1:36.325       | 15. / 29.191 | 38. / 26.462 |
| 2      | 2.  | Felipe Massa         | Ferrari F2008     | 56   | á 0:14,925  | 1   | 3    | 8    | 1:36.591 (4)   | 14. / 29.272 | 37. / 27.740 |
| 3      | 1.  | Kimi Räikkönen       | Ferrari F2008     | 56   | á 0:16,445  | 1   | 2    | 6    | 1:36.483       | 15. / 29.027 | 38. / 28.165 |
| 4      | 5.  | Fernando Alonso      | Renault R28       | 56   | á 0:18,370  | 0   | 4    | 5    | 1:36.659 (5.)  | 14. / 29.024 | 36. / 27.934 |
| 5      | 3.  | Nick Heidfeld        | BMW Sauber F1.08  | 56   | á 0:28,923  | 4   | 9    | 4    | 1:36.498       | 17. / 28.163 | 39. /26.596  |
| 6      | 4.  | Robert Kubica        | BMW Sauber F1.08  | 56   | á 0:33,219  | 5   | 11   | 3    | 1:36.854 (7.)  | 25. / 26.478 | 40. / 25.730 |
| 7      | 12. | Timo Glock           | Toyota TF108      | 56   | á 0:41,722  | 5   | 12   | 2    | 1:36.727 (6.)  | 32. / 29.192 |              |
| 8      | 6.  | Nelson Piquet jr.    | Renault R28       | 56   | á 0:56,645  | 2   | 10   | 1    | 1:36.996 (8.)  | 24. / 26.545 | 38. / 28.089 |
| 9      | 15. | Sebastien Vettel     | Toro Rosso STR3   | 56   | á 1:04,339  | 3   | 6    |      | 1:37.212 (9.)  | 18. / 30.834 | 41. / 28.163 |
| 10     | 9.  | David Coulthard      | Red Bull RB4      | 56   | á 1:14,842  | 5   | 15   |      | 1:37.753 (14.) | 28. / 30.940 |              |
| 11     | 17. | Rubens Barrichello   | Honda RA108       | 56   | á 1:25,061  | 2   | 13   |      | 1:37.845 (16.) | 19. / 28.111 | 40. / 27.203 |
| 12     | 8.  | Kazuki Nakadžima     | Williams FW30     | 56   | á 1:30,847  | 5   | 17   |      | 1:38.019 (17.) | 31. / 28.761 |              |
| 13     | 14. | Sébastien Bourdais   | Toro Rosso STR3   | 56   | á 1:31,457  | 5   | 8    |      | 1:37.452 (12.) | 23. / 26.481 | 39. / 26.448 |
| 14     | 10. | Mark Webber          | Red Bull RB4      | 56   | á 1:32,422  | 2   | 16   |      | 1:37.680 (13.) | 12. / 27.691 | 31. / 28.948 |
| 15     | 7.  | Nico Rosberg         | Williams FW30     | 55   | á 1 kolo    | 1   | 14   |      | 1:37.246 (10.) | 15. / 28.088 | 39. / 27.302 |
| 16     | 16  | Jenson Button        | Honda RA108       | 55   | á 1 kolo    | 2   | 18   |      | 1:37.773 (15.) | 22. / 28.658 | 43. / 26.226 |
| 17     | 21. | Giancarlo Fisichella | Force India VJM01 | 55   | á 1 kolo    | 3   | 20   |      | 1:38.372 (18.) | 28. / 31.548 |              |
| Pozice | č.  | Odstoupili           | Vůz               | Kolo | Důvod       | +/- | Pole | Body | Nej. kolo      | 1. Pitstop   | 2. Pitstop   |
| Ret    | 23. | Heikki Kovalainen    | McLaren MP4-23    | 49   | Pneumatika  | 15  | 5    |      | 1:37.302 (11.) | 18. / 29.972 | 35. / 31.371 |
| Ret    | 20. | Adrian Sutil         | Force India VJM01 | 13   | Převodovka  | 17  | 19   |      | 1:39.683 (19.) |              |              |
| Ret    | 11. | Jarno Trulli         | Toyota TF108      | 2    | Nehoda      | 20  | 7    |      | 1. / 38.495    |              |              |

## Postavení na startu
Lewis Hamilton - McLaren-1:36.303
- 13. Pole position pro « Lewise Hamiltona
- 141. Pole position pro « McLaren
- 194. Pole position pro « Velkou Británii » (nový rekord )
- 10. Pole position pro vůz se startovním číslem « 22 »
- 31x první řadu získali « Kimi Räikkönen
- 21x první řadu získali « Lewis Hamilton
- 346x první řadu získalo « Ferrari (« nový rekord )
- 238x první řadu získal « McLaren
- 453x první řadu získala « Velká Británie » (nový rekord )
- 84x první řadu získala « Finsko

| *                                                   | *                                                          | Kvalifikace III.                       | Kvalifikace II.                        | Kvalifikace I.                            |
| --------------------------------------------------- | ---------------------------------------------------------- | -------------------------------------- | -------------------------------------- | ----------------------------------------- |
| _______1_______ Lewis Hamilton McLaren 1:36.303     |                                                            | Lewis Hamilton McLaren 1:36.303        | Lewis Hamilton McLaren 1:34.947        | Lewis Hamilton McLaren 1:35.566           |
|                                                     | _______2_______ Kimi Räikkönen Ferrari 1:36.645            | Kimi Räikkönen Ferrari 1:36.645        | Felipe Massa Ferrari 1:35.135          | Heikki Kovalainen McLaren 1:35.623        |
| _______3_______ Felipe Massa Ferrari 1:36.889       |                                                            | Felipe Massa Ferrari 1:36.889          | Heikki Kovalainen McLaren 1:35.216     | Sebastian Vettel Toro Rosso 1:35.752      |
|                                                     | _______4_______ Fernando Alonso Renault 1:36.927           | Fernando Alonso Renault 1:36.927       | Kimi Räikkönen Ferrari 1:35.355        | Fernando Alonso Renault 1:35.769          |
| _______5_______ Heikki Kovalainen McLaren 1:36.930  |                                                            | Heikki Kovalainen McLaren 1:36.930     | Sebastian Vettel Toro Rosso 1:35.386   | Felipe Massa Ferrari 1:35.971             |
|                                                     | _______6_______ Sebastian Vettel Toro Rosso 1:37.685       | Mark Webber Red Bull 1:37.083          | Nick Heidfeld BMW 1:35.403             | Kimi Räikkönen Ferrari 1:35.983           |
| _______7_______ Jarno Trulli Toyota 1:37.934        |                                                            | Nick Heidfeld BMW 1:37.201             | Fernando Alonso Renault 1:35.461       | Nelson Piquet Jr. Renault 1:36.029        |
|                                                     | _______8_______ Sebastien Bourdais Toro Rosso 1:38.885     | Sebastian Vettel Toro Rosso 1:37.478   | Sebastien Bourdais Toro Rosso 1:35.478 | Jarno Trulli Toyota 1:36.104              |
| _______9_______ Nick Heidfeld ¹ BMW 1:37.201        |                                                            | Jarno Trulli Toyota 1:37.934           | Mark Webber Red Bull 1:35.686          | Timo Glock Toyota 1:36.210                |
|                                                     | _______10_______ Nelson Piquet Jr. Renault 1:35.722        | Sebastien Bourdais Toro Rosso 1:38.885 | Jarno Trulli Toyota 1:35.715           | Nick Heidfeld BMW 1:36.224                |
| _______11_______ Robert Kubica BMW 1:35.814         |                                                            |                                        | Nelson Piquet Jr. Renault 1:35.722     | Mark Webber Red Bull 1:36.238             |
|                                                     | _______12_______ Timo Glock Toyota 1:35.937                |                                        | Robert Kubica BMW 1:35.814             | Sebastien Bourdais Toro Rosso 1:36.239    |
| _______13_______ Rubens Barrichello Honda 1:36.079  |                                                            |                                        | Timo Glock Toyota 1:35.937             | Nico Rosberg Williams 1:36.434            |
|                                                     | _______14_______ Nico Rosberg Williams 1:36.210            |                                        | Rubens Barrichello Honda 1:36.079      | Robert Kubica BMW 1:36.503                |
| _______15_______ David Coulthard Red Bull 1:36.731  |                                                            |                                        | Nico Rosberg Williams 1:36.210         | Rubens Barrichello Honda 1:36.640         |
|                                                     | _______16_______ Mark Webber ² Red Bull 1:37.083           |                                        |                                        | David Coulthard Red Bull 1:36.731         |
| _______17_______ Kazuki Nakadžima Williams 1:36.863 |                                                            |                                        |                                        | Kazuki Nakadžima Williams 1:36.863        |
|                                                     | _______18_______ Jenson Button Honda 1:37.053              |                                        |                                        | Jenson Button Honda 1:37.053              |
| _______19_______ Adrian Sutil Forza India 1:37.730  |                                                            |                                        |                                        | Adrian Sutil Forza India 1:37.730         |
|                                                     | _______20_______ Giancarlo Fisichella Force India 1:37.739 |                                        |                                        | Giancarlo Fisichella Force India 1:37.739 |

- ¹ Nick Heidfeld penalizován posunutím o tři místa na startu za blokování Davida Coultharda během první části kvalifikace.
- ² Mark Webber penalizován za výměnu motoru posunutím o deset míst.

## Tréninky
| *  | I. Trénink                                | *  | II. Trénink                               | *  | III. Trénink                              |
| -- | ----------------------------------------- | -- | ----------------------------------------- | -- | ----------------------------------------- |
| 1  | Lewis Hamilton McLaren 1:35.630           | 1  | Lewis Hamilton McLaren 1:35.750           | 1  | Nick Heidfeld BMW 1:36.553                |
| 2  | Felipe Massa Ferrari 1:36.020             | 2  | Fernando Alonso Renault 1:36.024          | 2  | Lewis Hamilton McLaren 1:36.135           |
| 3  | Kimi Räikkönen Ferrari 1:36.052           | 3  | Nelson Piquet Jr. Renault 1:36.094        | 3  | Robert Kubica BMW 1:36.150                |
| 4  | Heikki Kovalainen Mclaren 1:36.103        | 4  | Jarno Trulli Toyota 1:36.159              | 4  | Heikki Kovalainen Mclaren 1:36.324        |
| 5  | Robert Kubica BMW 1:36.507                | 5  | Mark Webber Red Bull 1:36.375             | 5  | Jarno Trulli Toyota 1:36.396              |
| 6  | Fernando Alonso Renault 1:36.661          | 6  | Felipe Massa Ferrari 1:36.480             | 6  | Nico Rosberg Williams 1:36.427            |
| 7  | Nick Heidfeld BMW 1:37.040                | 7  | Sébastien Bourdais Toro Rosso 1:36.529    | 7  | Sébastien Bourdais Toro Rosso 1:36.642    |
| 8  | Sébastien Bourdais Toro Rosso 1:37.070    | 8  | Kimi Räikkönen Ferrari 1:36.542           | 8  | David Coulthard Red Bull 1:36.712         |
| 9  | Nelson Piquet Jr. Renault 1:37.180        | 9  | Nick Heidfeld BMW 1:36.553                | 9  | Kazuki Nakadžima Williams 1:36.713        |
| 10 | Sebastian Vettel Toro Rosso 1:37.278      | 10 | Nico Rosberg Williams 1:36.556            | 10 | Nelson Piquet Jr. Renault 1:36.789        |
| 11 | Mark Webber Red Bull 1:37.491             | 11 | Timo Glock Toyota 1:36.615                | 11 | Rubens Barrichello Honda 1:36.839         |
| 12 | Jenson Button Honda 1:37.619              | 12 | Robert Kubica BMW 1:36.775                | 12 | Felipe Massa Ferrari 1:36.842             |
| 13 | Kazuki Nakadžima Williams 1:37.630        | 13 | Heikki Kovalainen Mclaren 1:36.797        | 13 | Kimi Räikkönen Ferrari 1:36.901           |
| 14 | David Coulthard Red Bull 1:37.638         | 14 | David Coulthard Red Bull 1:36.808         | 14 | Sebastian Vettel Toro Rosso 1:36.902      |
| 15 | Nico Rosberg Williams 1:37.638            | 15 | Sebastian Vettel Toro Rosso 1:36.925      | 15 | Jenson Button Honda 1:36.958              |
| 16 | Timo Glock Toyota 1:37.664                | 16 | Kazuki Nakadžima Williams 1:36.975        | 16 | Fernando Alonso Renault 1:36.996          |
| 17 | Rubens Barrichello Honda 1:37.827         | 17 | Giancarlo Fisichella Force India 1:37.473 | 17 | Timo Glock Toyota 1:37.053                |
| 18 | Jarno Trulli Toyota 1:38.219              | 18 | Adrian Sutil Force India 1:37.617         | 18 | Mark Webber Red Bull 1:37.566             |
| 19 | Adrian Sutil Force India 1:38.285         | 19 | Jenson Button Honda 1:37.800              | 19 | Adrian Sutil Force India 1:37.648         |
| 20 | Giancarlo Fisichella Force India 1:38.479 | 20 | Rubens Barrichello Honda 1:37.904         | 20 | Giancarlo Fisichella Force India 1:37.964 |

## Zajímavosti
- Lewis Hamilton vybojoval pro Velkou Británii 200. vítězství.
- 25 GP pro Sebastiana Vettela

| Pole position      | Vítězství          | Nej. kolo          | Hat trick | Vedení             | Vedení            | Chelem |
| Spojené království | Spojené království | Spojené království |           | Spojené království | Finsko            |        |
| Lewis Hamilton     | Lewis Hamilton     | Lewis Hamilton     |           | Lewis Hamilton     | Heikki Kovalainen |        |
| McLaren MP4-23     | McLaren MP4-23     | McLaren MP4-23     |           | McLaren MP4-23     | McLaren MP4-23    |        |
| 1'36.303           | 1:31'57.403        | 1'36.325           |           | 53 kol             | 3 kola            |        |
| 203.769 km/h       | 199.050 km/h       | 203.723 km/h       |           | 288,903 km         | 16,353 km         |        |
| ------------------ | ------------------ | ------------------ | --------- | ------------------ | ----------------- | ------ |